# Painesville (Ohio)
Painesville település az Amerikai Egyesült Államok Ohio államában, Lake megyében, melynek megyeszékhelye is. Lakosainak száma 20 312 fő (2020. április 1.).

## Népesség
A település népességének változása:

| 2010 | 19 563 |
| 2020 | 20 312 |